# Casey Laulala

a Compétitions nationales et continentales officielles uniquement.

b Matchs officiels uniquement.
Dernière mise à jour le 24 juin 2019.
Casey Daniel Eti Laulala, né le 3 mai 1982 à Apia, est un joueur et entraîneur samoan de rugby à XV. Il joue au poste de centre avec l'équipe de Nouvelle-Zélande et avec les Crusaders en Nouvelle-Zélande avant de rejoindre l'Europe pour évoluer avec les Cardiff Blues, le Munster puis le Racing 92.
Il est le frère aîné du pilier international néo-zélandais Nepo Laulala, qui joue avec les Chiefs en Super Rugby.

## Biographie
Laulala a fait partie de l'équipe de Nouvelle-Zélande des moins de 19 ans qui a remporté la coupe du monde en 2001. Il obtient sa première cape internationale le 20 novembre 2004, à l’occasion d’un match contre l'équipe du pays de Galles. En 2006, il dispute le Super 14 avec les Crusaders.
En décembre 2017, à la suite du départ de Ronan O'Gara du Racing 92, il intègre le staff du club, comme responsable de la technique individuelle. Il quitte le club en 2019 pour occuper le même poste au sein du RC Toulon,. En février 2020, il trouve un accord avec les dirigeants varois pour mettre un terme à leur collaboration avec effet immédiat pour « convenances personnelles ».
En 2018, il ouvre un restaurant, l'Itacoa, situé dans le 2e arrondissement de Paris, avec le chef Rafael Gomes, vainqueur de MasterChef professionnel Brésil en 2018. Après sa carrière, il lance également un café, LeCase, qui ressemble au café néo-zélandais.

## Palmarès
- Vainqueur du Super 12/14 en 2005, 2006 et 2008
- Vainqueur du Top 14 en 2016

## Statistiques en équipe nationale
- 2 sélections avec les All Blacks : 1 en 2004 et 1 en 2006